# راندال دافي
راندال دافي (بالإنجليزية: Randall Davey)‏ هو رسام أمريكي، ولد في 24 مايو 1887 في إيست أورانج في الولايات المتحدة، وتوفي في 7 نوفمبر 1964 بسبب حادث مرور.

## وصلات خارجية
- راندال دافي على موقع أوليمبيديا (الإنجليزية)